# Orzata

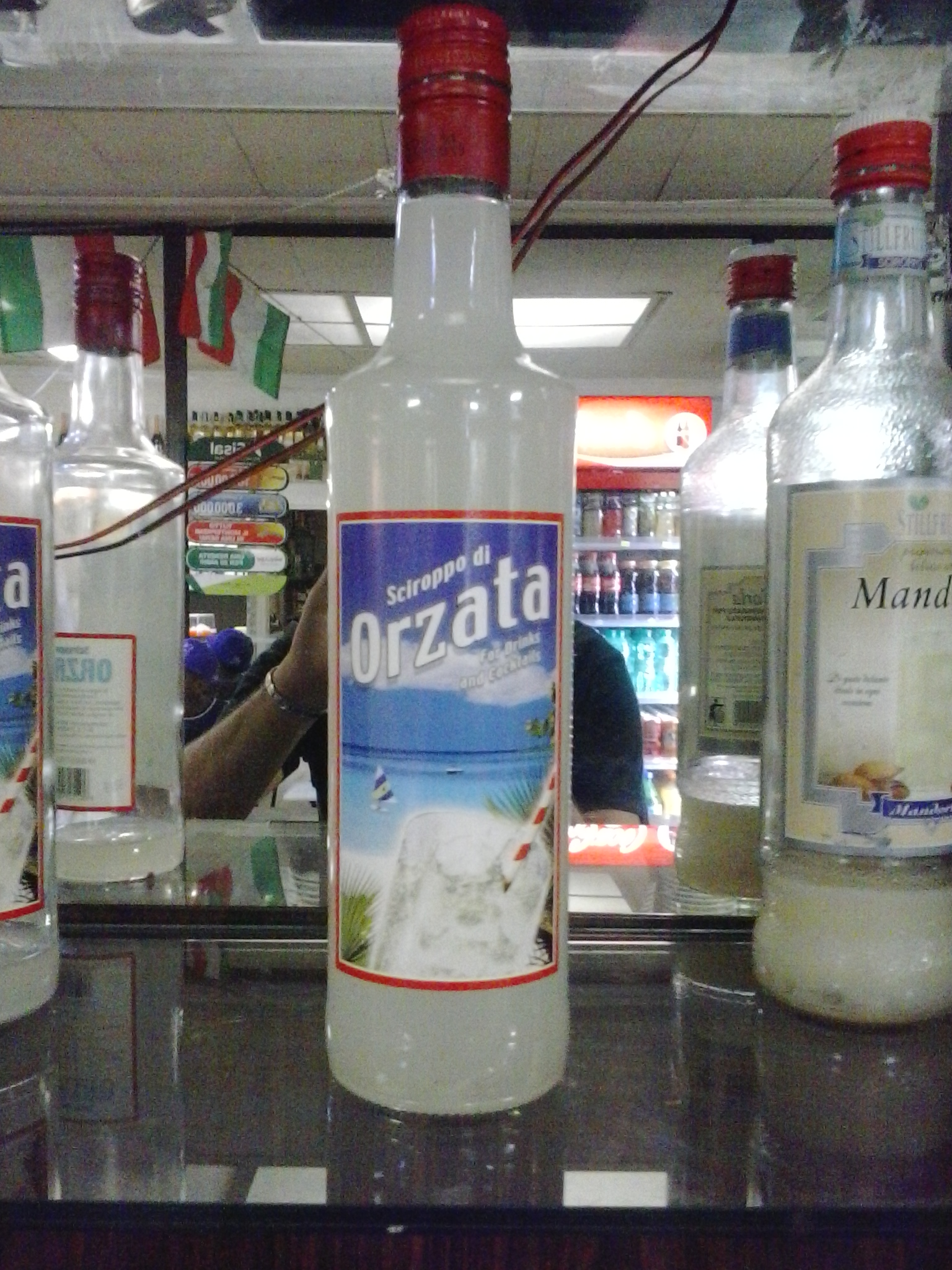
Una confezione italiana di orzata

Il nome orzata è utilizzato per designare genericamente la bevanda rinfrescante di colore bianco opalescente. 
In Italia, sebbene sia opinione diffusa che l'essenza principale sia estratta dalle mandorle, il gusto dell'orzata è diverso da quello del latte di mandorla poiché, semplicemente, non contiene mandorle se non in forma di aroma, tra i quali l'aroma di mandorla amara, cioè aldeide benzoica opportunamente resa solubile per l'uso in sciroppo di zucchero, al 65% di media, ed acqua.

## Storia
Il nome deriva dalla voce latina hordeata, ovvero "fatta con orzo"; ma con il passare dei secoli, l'orzo germogliato è stato sostituito da altri ingredienti vegetali, anche se il nome è rimasto per definire tutte quelle bevande ottenute col medesimo procedimento.
L'essenza principale dell'orzata è invece estratta dal benzoino deacidificato alla quale viene aggiunta essenza di vaniglia e fiori di arancio. L'orzata si presenta sotto forma di sciroppo di colore bianco lattiginoso da diluire in acqua fresca. Il sapore è in genere considerato molto dolce. È anche utilizzata per aromatizzare l'acqua dei ghiaccioli.

## Altri tipi di orzata
- A Malta l'orzata (chiamata ruġġata) è uno sciroppo a base di mandorla.
- In Francia l'orzata è chiamata orgeat ed è del tutto simile all'orzata italiana. Infatti l'essenza principale che ne contraddistingue il gusto è ottenuta per condensazione della benzaldeide ed è estratta dalle mandorle amare come previsto dalle leggi francesi che sanciscono che l'orzata debba necessariamente essere un derivato delle mandorle. La parola esiste anche in inglese.
- In Spagna, la horchata (orxata in Valenciano) è prodotta non solo dalle mandorle ma anche a partire da un tubero chiamato chufa.

Bevanda caratteristica consumata nella Comunità Valenciana in estate, la chufa è coltivata principalmente negli orti adiacenti alla periferia di Valencia, in particolare nei dintorni del comune di Alboraya.
- In Messico esiste un altro tipo di orzata ottenuta dal riso (horchata de arroz); ingredienti ulteriori sono la cannella, la limetta dolce e la vaniglia.
- In Suriname la orgeade è uno sciroppo di zucchero e mandorle.